# Discestra latemarginata
Discestra latemarginata là một loài bướm đêm trong họ Noctuidae.